# Județul Utena
Utena este un județ în Lituania cu o populație de 185.962 de locuitori. Județul este cel mai puțin populat din țară și cu cea mai mică densitate de locuitori. Capitala județeană este orașul Utena.
1. ↑  Visuotinė lietuvių enciklopedija